# Eptesicus dimissus
Eptesicus dimissus је врста слепог миша из породице вечерњака (лат. Vespertilionidae).

## Распрострањење
Врста има станиште у Тајланду и Непалу.

## Угроженост
Подаци о распрострањености ове врсте су недовољни.